# Église Saint-Georges de Néris-les-Bains
L'église Saint-Georges est une église catholique située à Néris-les-Bains, en France.

## Localisation
L'église est située dans le département français de l'Allier, sur la commune de Néris-les-Bains.

## Historique
Néris est cité comme un centre de vie religieuse au VIe siècle. Grégoire de Tours rapporte que saint Patrocle après reçu la tonsure et le diaconat d'Arcade, évêque de Bourges, s'est rendu à Néris où il a construit un oratoire en l'honneur de saint Martin. Il y a donné aussi de l'instruction aux enfants. Gêné dans ses prières par l'affluence des fidèles attirés par le bruit de ses miracles, il a décidé de se retirer à La Celle. Mais avant de quitter Néris, il a fondé un monastère de religieuses dans sa cellule. Après son installation à La Celle, Patrocle à fondé un monastère d'hommes à Colombier où il a été inhumé.

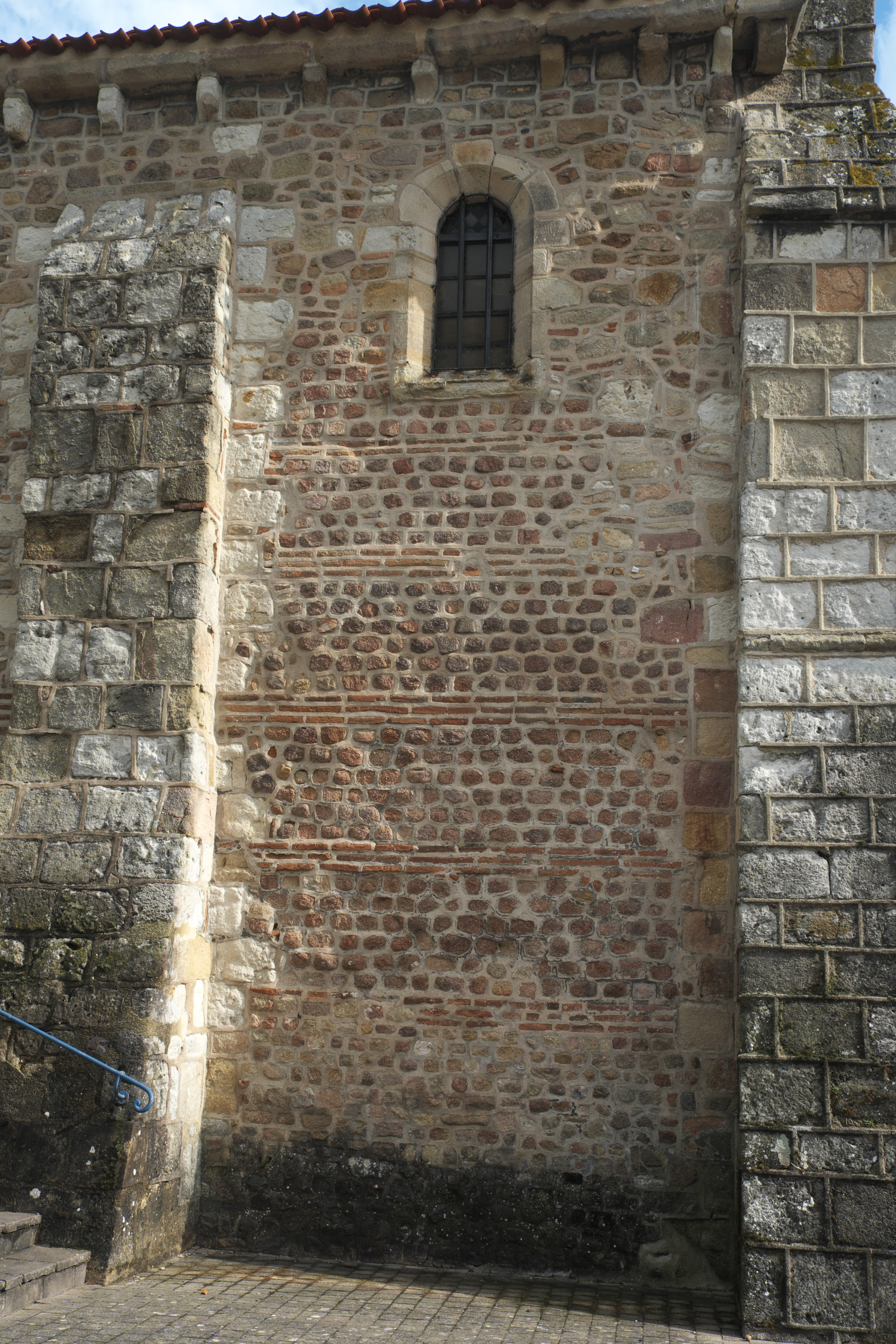
Petit appareil avec chaînage en briques.

Maurice Prou a montré que l'église a été construite au-dessus d'une basilique civile ou judiciaire romaine du Haut-Empire dont il reste des vestiges à la base de murs apparents, en particulier le mur nord, ou retrouvés grâce à des fouilles. Cet édifice a été ruiné par les invasions barbares, et au IVe siècle, puis remplacé par d'autres murs visibles au nord reconnaissables par leur petit appareil cubique, lié par des chaînages de briques. Sur la façade et côté sud de la nef, une restauration plus tardive a mis en place un appareil légèrement différent avec un chaînage en nombre de rangs différent. Grégoire de Tours mentionne dans ces écrits cet oratoire placé sous le vocable de saint Martin par le diacre Patrocle, vers 540.
L'église paroissiale de Néris a été donnée aux prévôts et chanoines du monastère d'Évaux par Archambaud III de Bourbon en l'an 1078. La construction de l'église actuelle doit remonter à cette époque bien que l'absence de documentation ne permette pas de le confirmer. 
L'église est citée sous le vocable de saint Georges parmi les biens des chanoines d'Évaux dans un privilège apostolique du pape Adrien IV donné le 23 avril 1158. Avant 1267, l'église était le siège d'un prieuré dépendant du monastère d'Évaux. La cure était à la collation du prévôt de ce monastère.
Il y a peu de documents concernant l'église avant le XIXe siècle.
Un document du vicaire Guesdoulat indique que le 22 janvier 1583 un tourbillon a abattu le clocher. En 1685, on a refait la couverture et enduit de chaux l'extérieur des murs autour des contreforts. Le 13 octobre 1733, Frédéric-Jérôme de La Rochefoucauld, archevêque de Bourges, a visité l'église. Il a constaté le mauvais état de la couverture de la nef et du chœur, de la charpente du clocher et l'humidité des murs et demandé des réparations.

## Protection
L'édifice est classé au titre des monuments historiques en 1923.